# I-mode

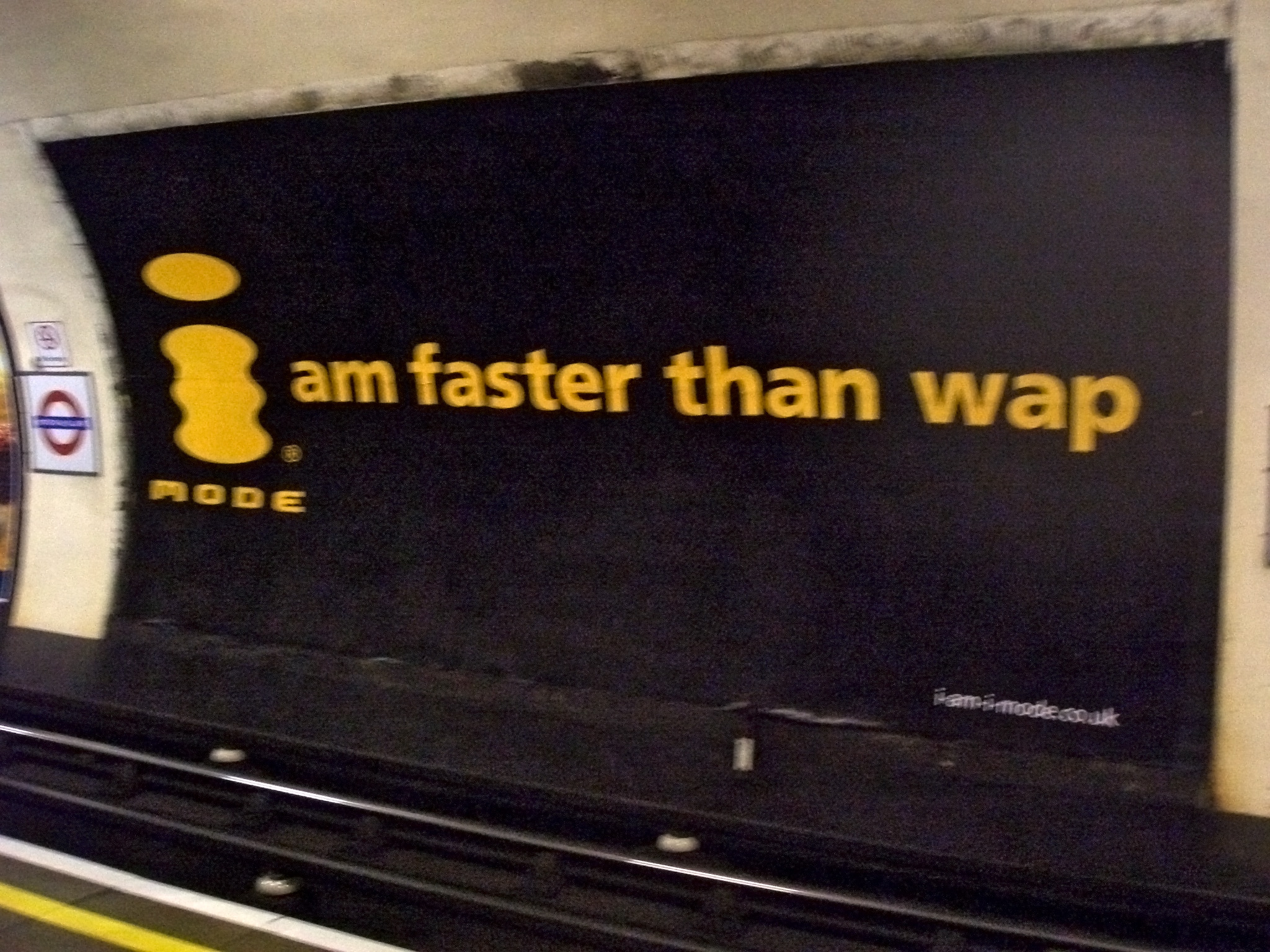
i-mode advertentie in de Londense metro

I-mode is een webdienst voor mobiele telefoons waarmee ze een dataverbinding kunnen hebben met het internet. Het maakt gebruik van het HTTP-protocol. I-mode kan worden gebruikt om webpagina's en e-mail op daarvoor geschikte mobiele telefoons te bekijken.
I-mode is een ontwikkeling van het bedrijf NTT DoCoMo in Japan. NTT DoCoMo introduceerde i-mode op 22 februari 1999. Op 30 juni 2006 waren er 46,8 miljoen abonnees in Japan en meer dan 5 miljoen in de rest van de wereld.
I-mode werd wereldwijd sinds oktober 2005 verzorgd door DoCoMo's partners – door middel van een licentieovereenkomst – in de volgende landen: Duitsland en Nederland (KPN), België (BASE), Frankrijk (Bouygues Télécom), Spanje (Telefónica), Italië (Wind), Griekenland (Cosmote), Hongkong (3) en Taiwan (Far East Tone), Singapore (StarHub), Israël (Cellcom), Ierland (O2), Bulgarije (Globul) en Rusland (MTS).
Het einde van i-mode kwam in zicht toen op 17 juli 2007 Telstra (Australië) en O2 (Verenigd Koninkrijk) bekendmaakten te stoppen met i-mode. Een dag later volgde KPN. Op 3 april 2011 beëindigde KPN definitief de dienst i-mode in Nederland.
NTT DoCoMo stopte eind 2016 met de verkoop van toestellen die geschikt zijn voor i-mode. De dienst had anno 2016 nog 17 miljoen gebruikers in Japan.

## Techniek
Een i-mode-webpagina is geschreven in de opmaaktaal Compact HTML. Dit is een vereenvoudigde versie van HTML, de taal waarin webpagina's geschreven zijn. Omdat een telefoon over relatief weinig geheugen beschikt, mogen i-mode-webpagina's maar 10 kB groot zijn.
Hoewel het maken van i-mode-sites door amateurs mogelijk is, lijkt het gebruik van i-mode zich vrijwel uitsluitend in professionele omgevingen af te spelen.